# ناتشو لوبيز
ناتشو لوبيز (بالإسبانية: Nacho López)‏ هو مصور أخبار ومصور مكسيكي، ولد في 1923، وتوفي في 1986.